# 34e régiment de fusiliers « reine Victoria de Suède » (régiment de fusiliers poméranien)
Pour les articles homonymes, voir 34e régiment.
Le 34e régiment de fusiliers poméranien « Reine Victoria de Suède » est un régiment de l'armée prussienne, puis de l'armée impériale allemande jusqu'à la fin de la Première Guerre mondiale. Le régiment est fondé pour la première fois dans l'Empire suédois en 1720, sous le nom de « Régiment d'infanterie à vie de la Reine » (en suédois : Drottningens livregemente till fots). Il s'agit d'un régiment d'infanterie enrôlée qui est créé à Stralsund en 1720, pendant la Grande guerre du Nord. Il fonctionne sous la domination suédoise jusqu'en 1815, date à laquelle le régiment est transféré à la Prusse, en même temps que le dominion de Poméranie suédoise, à la suite d'une décision du Congrès de Vienne.

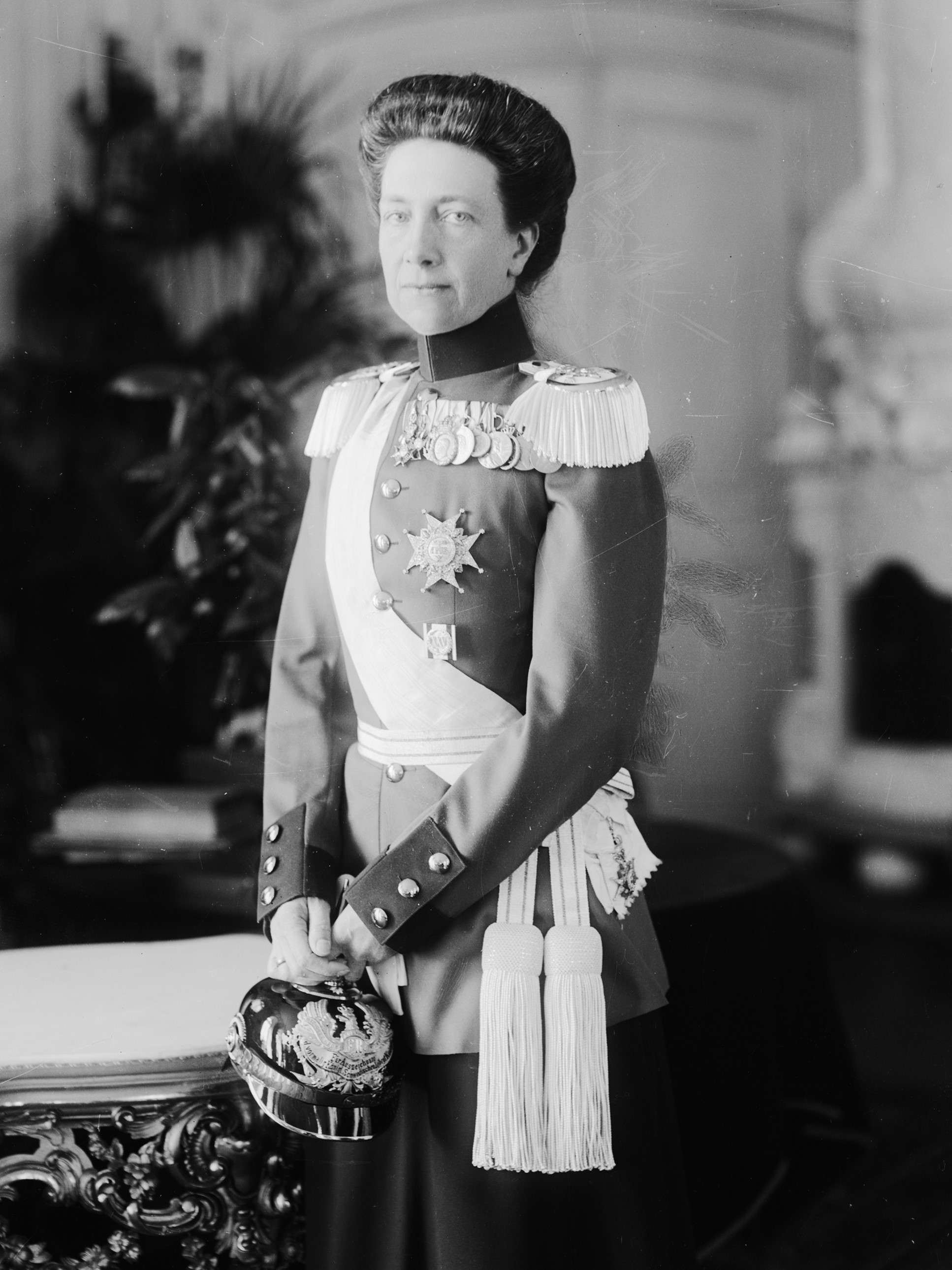
La reine Victoria de Suède en uniforme en tant que colonel en chef honoraire du régiment.

## Histoire

### Service suédois: 1722–1815
Le régiment sert de régiment de garnison et est créé à partir du régiment de Västgöta (sv) et d'une partie du régiment d'Uppland (sv). À partir de 1722, le régiment s'appelle « Régiment d'infanterie à vie de la Reine ». Dans les années 1750, le régiment est parfois stationné en Suède continentale. Le régiment participe à la plupart des guerres menées par la Suède à cette époque : la guerre de Poméranie (1757-1762), la guerre russo-suédoise (1788-1790), la guerre de Finlande (1808-1809) et les guerres napoléoniennes contre la France au début du XIXe siècle.
La Poméranie suédoise est cédée au Danemark à titre de compensation après le traité de Kiel, par lequel la Suède a acquis la Norvège, mais la Suède et le Danemark conviennent avec la Prusse, en juin 1815, que la région reviendrait à la Prusse. Les soldats et les officiers du régiment sont libérés de leur serment (en) à la Suède le 23 octobre de la même année et remis par le lieutenant général Gustaf Boije (sv) au représentant du gouvernement prussien, le colonel Wilhelm von Steinwehr. Boije ramène en Suède les couleurs du régiment ainsi qu'une poignée d'officiers qui n'ont pas prêté serment d'allégeance à la Prusse. Le régiment change alors de nom et devient le 34e régiment de fusiliers poméranien (en allemand : Füsilier-Regiment Nr. 34).

#### Commandants
- 1720-1721: Johan Vilhelm von Beckern (sv)
- 1721-1732: Johan Reinhold von Trautvetter (de)
- 1732-1743: Gustaf von Zülich (sv)
- 1743-1748: David Frölich (sv)
- 1748-1759: Jonas Adlerstråhle (sv)
- 1759-1778: Arvid Niclas von Höpken (sv)
- 1778-1784: Ulrik Adelhielm (sv)
- 1784-1805: Carl Gustaf von Qvillfelt (sv)
- 1805-1815: Axel von Normann (de)

#### Galerie

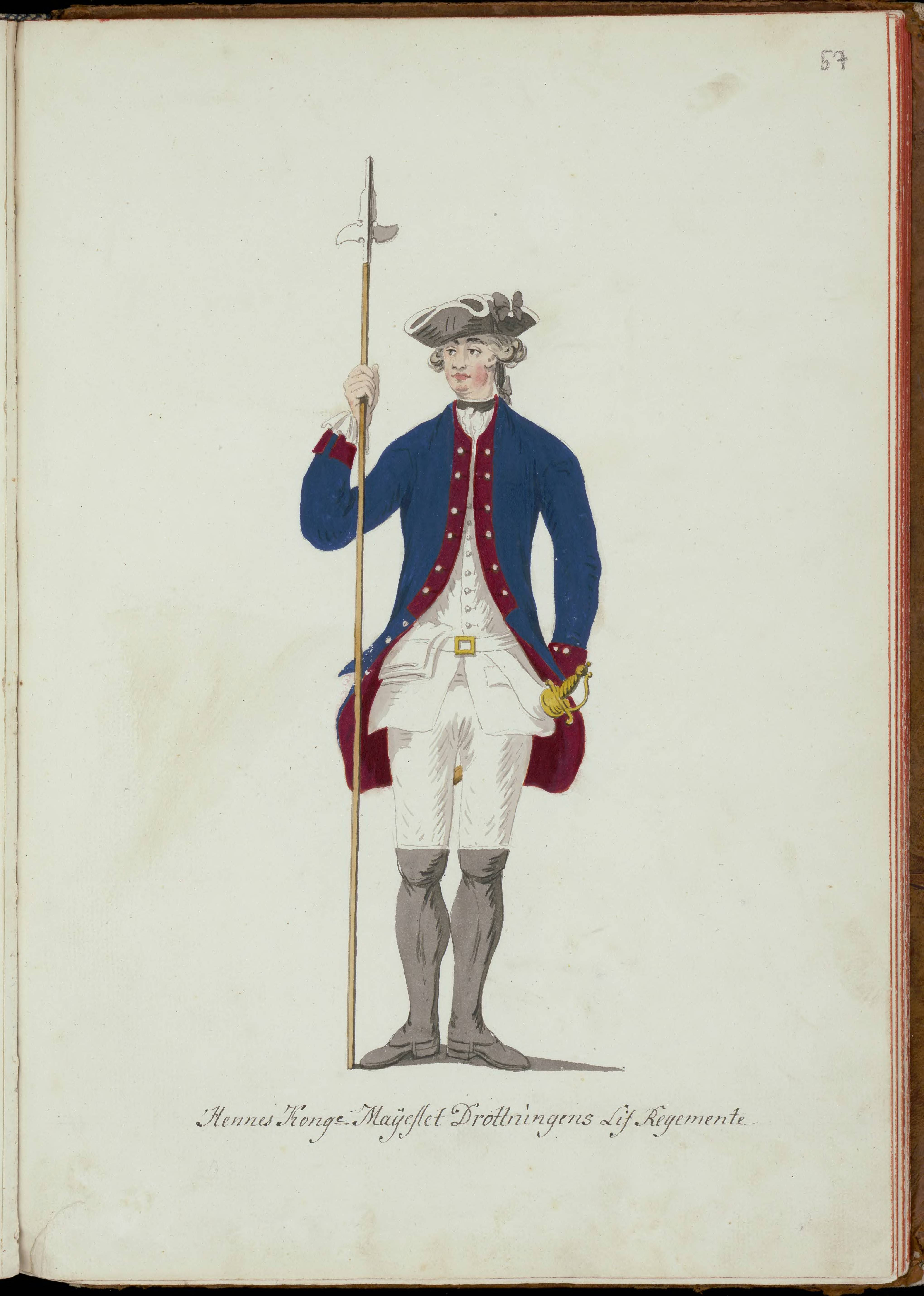
Soldats du régiment en uniforme suédois vers 1765.
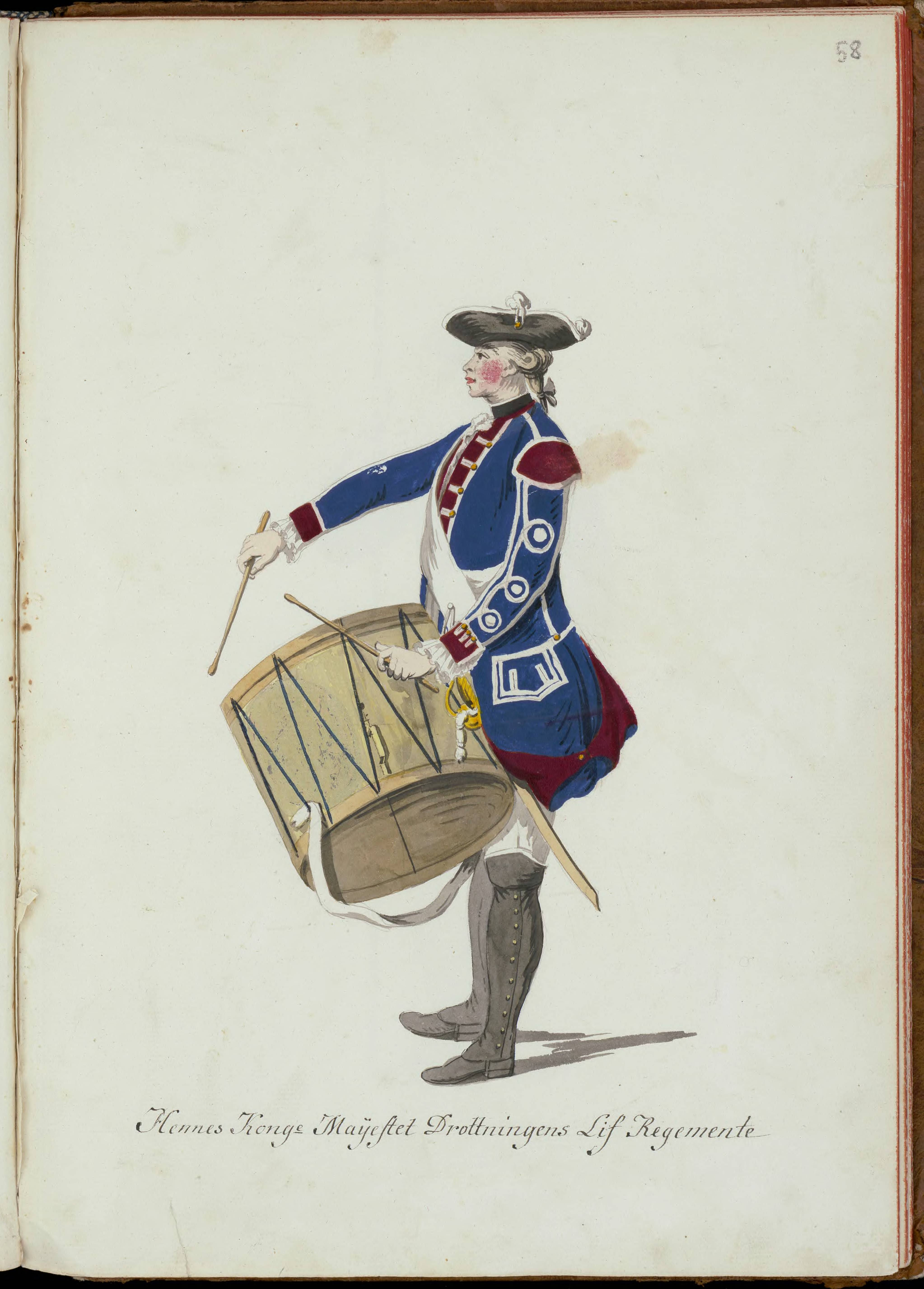
Tambour du régiment en uniforme suédois vers 1765.
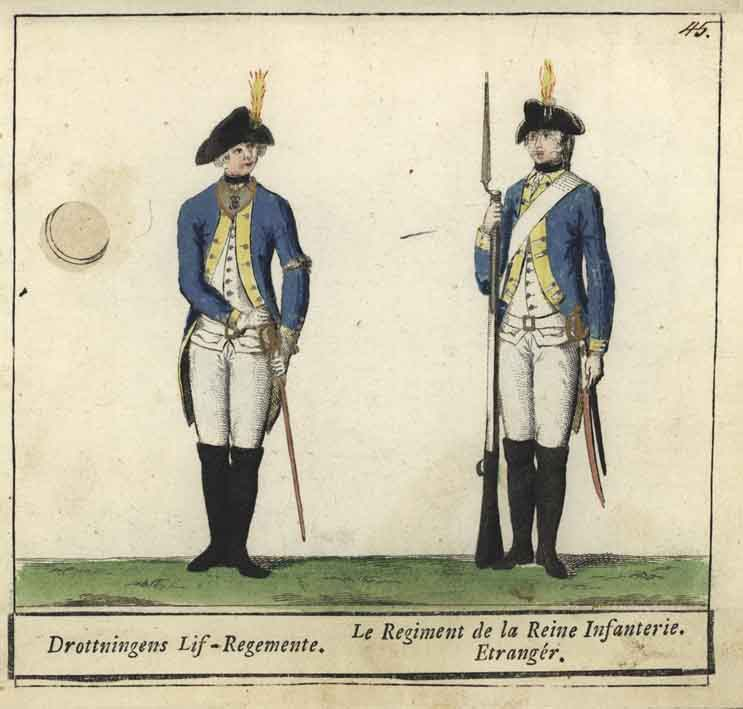
Soldats du régiment en uniforme suédois vers 1779.
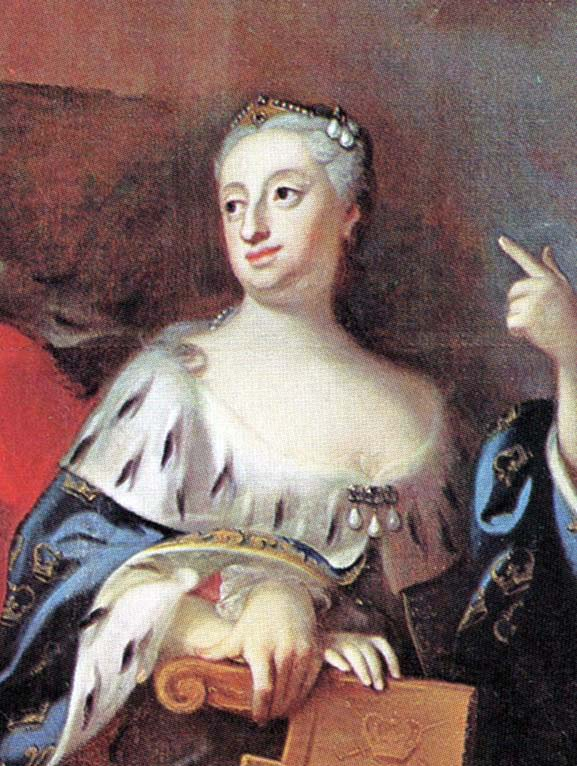
Ulrique-Éléonore, reine de Suède 1718–1741.
Étendard du Régiment de la Reine.

### Service prussien: 1815–1919
Après le Congrès de Vienne et le transfert de la Poméranie suédoise à la couronne de Prusse, le régiment est réorganisé et dirigé par de nouveaux officiers prussiens, mais reste en garnison à Stralsund. Le régiment se distingue dans la plupart des guerres menées par la Prusse au cours du XIXe siècle : la guerre austro-prussienne (1866) et la guerre franco-prussienne (1870-1871).
À l'automne 1908, le nouveau couple royal de Suède, le roi Gustave V et la reine Victoria de Bade, reçoit une visite d'État du cousin de la reine, l'empereur allemand Guillaume II. Ils échangent les honneurs, l'empereur Guillaume II devenant chevalier de l'ordre de Vasa, Gustave V devenant colonel en chef honoraire du 3e régiment de grenadiers (Reine Élisabeth) et son épouse Victoria, chef du 34e régiment de fusiliers (poméraniens), qui prend le nom de 34e régiment de fusiliers (poméraniens) « Reine Victoria de Suède ». Pendant la Première Guerre mondiale, le régiment combat sur le front de l'Est, et les couleurs du 1er bataillon du régiment tombent entre les mains de l'armée impériale russe en tant que trophée de guerre,

#### Commandants
- 1816-1820: Oberst von Thile
- 8 mars 1820: Oberst Friedrich Heinrich Ludwig von Pfuel
- 10 août 1825: Oberst Christian Friedrich von Mayer (de)
- 30 mars 1834: Oberst Felix von Borcke (de)
- 30 mars 1840: Oberst Wilhelm von Cölln (de)
- 27 mars 1847: Oberst Louis von Asten
- 8 juin 1848: Oberst Ferdinand Freiherr von der Goltz
- 15 avril 1852: Oberst Ferdinand von Kropf
- 17 avril 1856: Oberst Hermann von Staff
- 22 novembre 1858: Oberst Reinhold von Briesen (de)
- 10 février 1863: Oberst Gustav von Fabeck
- 9 janvier 1864: Oberst Wilhelm von Schmeling
- 18 mai 1867: Oberst Robert von Wahlert (de)
- 17 octobre 1870: Oberst Werner von der Osten-Sacken (de)
- 22 août 1871: Oberst Viktor von Alten (de)
- 15 septembre 1876: Oberst Joseph von Schoeler (de)
- 15 mai 1883: Oberst Emil Trapp von Ehrenschild
- 14 février 1888: Oberst Friedrich von Petersdorff
- 18 novembre 1890: Oberst Konstantin Baron (de)
- 30 avril 1894: Oberst Friedhelm Schöning
- 20 mai 1896: Oberst Robert Kreßner
- 15 juin 1898: Oberst Alexander von Kluck
- 22 mai 1899: Oberst Alfred von Briesen
- 22 mars 1903: Oberst Rudolf Keppler
- 14 avril 1907: Oberst Emil von der Decken
- 20 mars 1911: Oberst Carl von Wichmann
- 2 juillet 1913: Oberst Ernst Gräser
- 11 septembre 1914: Oberst Joachim von Tresckow
- 15 octobre 1914: Oberst Konrad Kraehe (de)
- 17 septembre 1918: Oberst Werner Rudolf Madlung
- 17 décembre 1918: Oberst Konrad Kraehe

#### Galerie

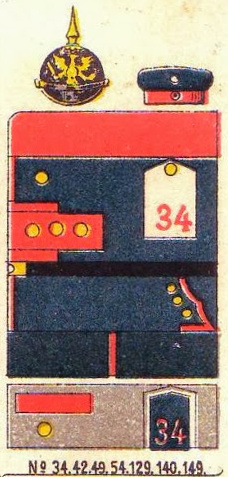
Schéma des couleurs de l'uniforme, Régiment de fusiliers « Reine Victoria de Suède » (Poméranie) No. 34.
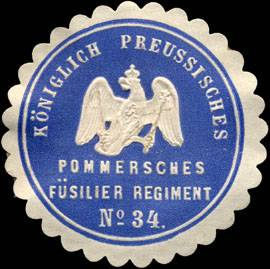
Sceau et marque du « Régiment de fusiliers poméranien » prussien
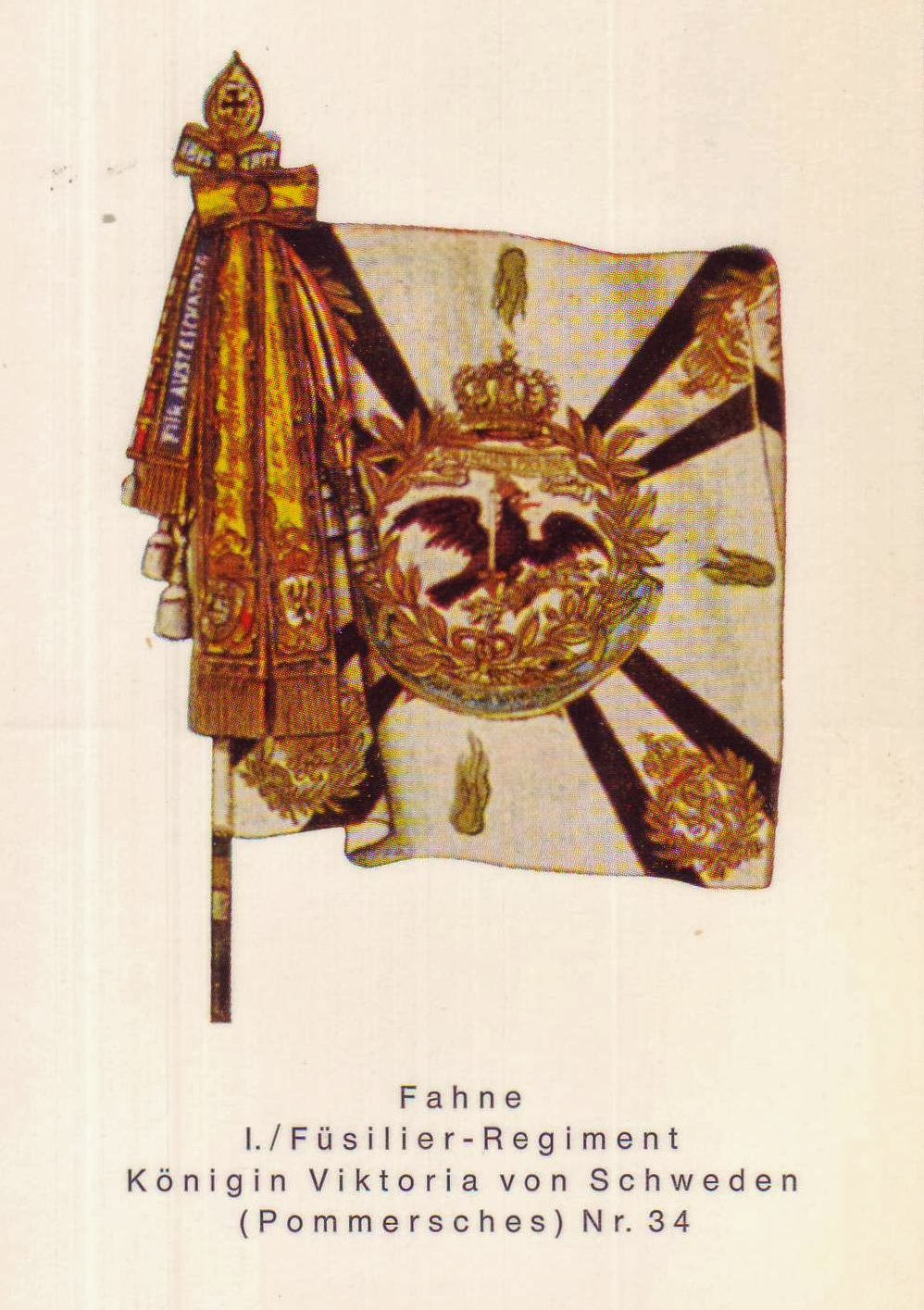
Étendard du 34e régiment de fusiliers (poméraniens) « Reine Victoria de Suède ».